# Liste der Biografien/Zil
Liste der Biografien |
Portal Biografien |
Personensuche
# |
A |
B |
C |
D |
E |
F |
G |
H |
I |
J |
K |
L |
M |
N |
O |
P |
Q |
R |
S |
T |
U |
V |
W |
X |
Y |
Z |
?
 
Za |
Zb |
Zc |
Zd |
Ze |
Zf |
Zg |
Zh |
Zi |
Zj |
Zk |
Zl |
Zm |
Zn |
Zo |
Zr |
Zs |
Zu |
Zv |
Zw |
Zy |
Zz
 
Zia |
Zib |
Zic |
Zid |
Zie |
Zif |
Zig |
Zih |
Zij |
Zik |
Zil |
Zim |
Zin |
Zio |
Zip |
Zir |
Zis |
Zit |
Ziu |
Ziv |
Ziw |
Zix |
Ziy |
Ziz
Die Liste der Biografien führt alle Personen auf, die in der deutschsprachigen Wikipedia einen Artikel haben. Dieses ist eine Teilliste mit 189 Einträgen von Personen, deren Namen mit den Buchstaben „Zil“ beginnt.

## Zil

### Zila
- Zilahy, Ágnes (1848–1908), ungarische Schriftstellerin und Autorin
- Zilahy, Lajos (1891–1974), ungarischer Autor
- Zilahy, Miklós Géza (* 1936), ungarisch-deutscher emeritierter Informatiker an der Justus-Liebig-Universität Gießen
- Zilahy, Péter (* 1970), ungarischer Autor, Fotograf

### Zilb
- Zilbalodis, Gints (* 1994), lettischer FilmregisseurGints Zilbalodis (* 1994)

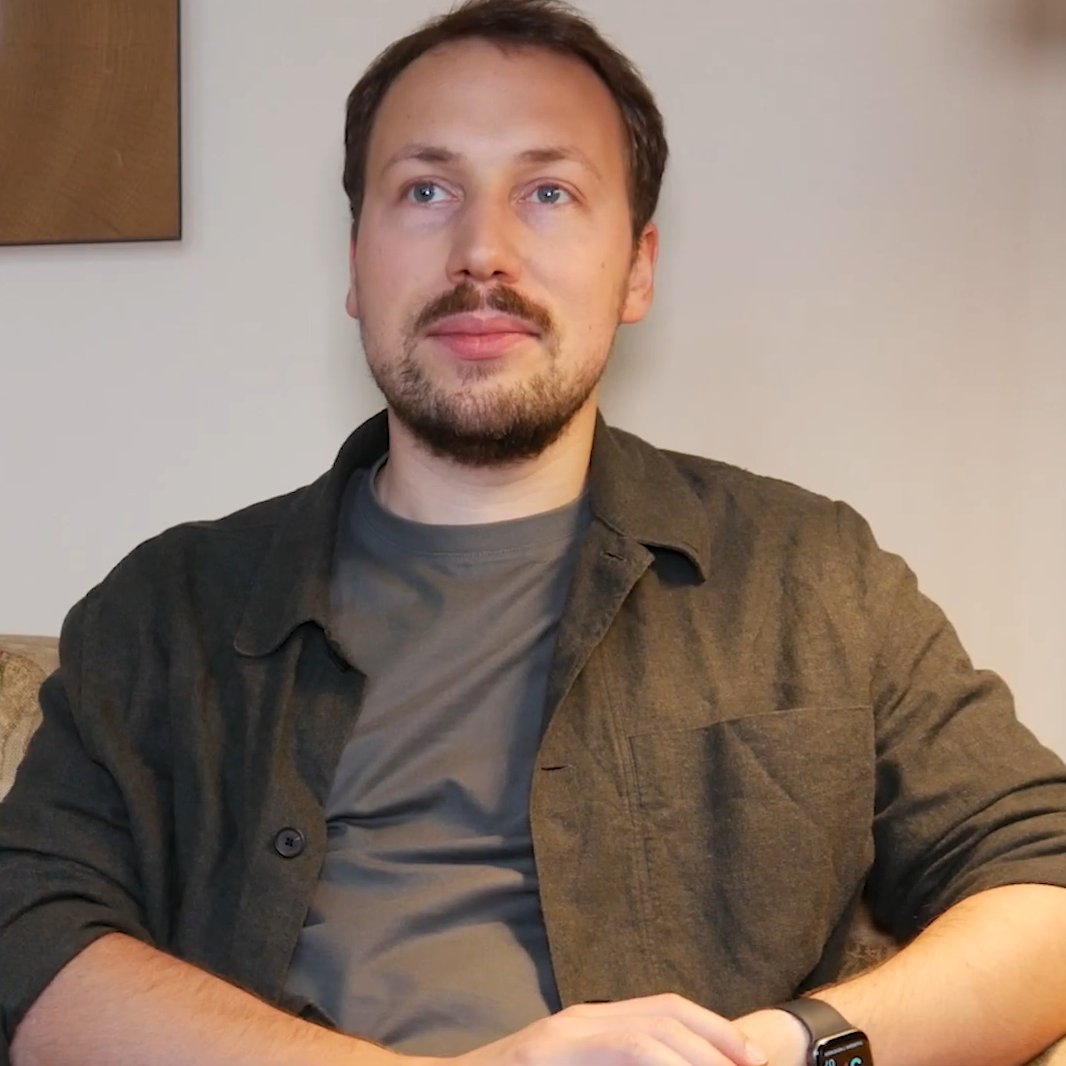
Gints Zilbalodis (* 1994)

- Zilber, Boris (* 1949), britischer Mathematiker
- Zilber, Christina, US-amerikanische Schauspielerin, Produzentin und Regisseurin
- Zilber, Joseph A. (1923–2009), US-amerikanischer Mathematiker
- Zilberfarb, Moische (1876–1934), jüdisch-ukrainischer Politiker und Intellektueller
- Zilberman, David (* 1947), israelisch-amerikanischer Wirtschaftswissenschaftler
- Zilberman, Misha (* 1989), israelischer Badmintonspieler
- Zilberman, Polina (* 1969), moldauische Schachspielerin und -trainerin
- Zilberman, Svetlana (* 1958), sowjetisch-israelische Badmintonspielerin
- Zilberman, Victor (* 1947), kanadischer Ringer
- Zilberman, Victor (* 1947), rumänischer Boxer
- Zilberstein, Lilya (* 1965), russische Pianistin
- Zilboorg, Gregory (1890–1959), ukrainisch-amerikanischer Psychiater und Historiker der Psychiatrie

### Zilc
- Zilch, Adolf (1911–2006), deutscher Zoologe
- Zilch, Beda (1941–2018), deutscher römisch-katholischer Geistlicher und Zisterzienser
- Zilch, Georg (1855–1930), Landtagsabgeordneter Volksstaat Hessen
- Zilch, Josef (1928–2024), deutscher Dirigent und Komponist
- Zilch, Konrad (1944–2023), deutscher Bauingenieur
- Zilch, Markus (* 1964), deutscher Basketballtrainer
- Zilch, Reinhold (* 1952), deutscher Finanz-Historiker und Numismatiker
- Zilcher, Almut (* 1954), österreichische Schauspielerin
- Zilcher, Eva (1920–1994), deutsche Schauspielerin
- Zilcher, Hermann (1881–1948), deutscher Komponist, Musikpädagoge und Pianist
- Zilcken, Detta (1873–1907), deutsche Journalistin
- Zilcken, Philip (1857–1930), niederländischer Maler, Radierer und Kunstschriftsteller

### Zild
- Zildžović, Adnan (* 1969), jugoslawischer bzw. bosnischer Fußballspieler und -trainer

### Zile
- Zīle, Roberts (* 1958), lettischer Wirtschaftswissenschaftler und Politiker; MdEP
- Žilėnas, Kęstutis, litauischer Manager und Politiker
- Žiletić, Zoran (1933–2013), serbischer Germanist und Hochschullehrer
- Žilevičius, Edmundas (* 1955), litauischer Politiker
- Žilevičius, Jonas (1911–1980), litauischer Elektroingenieur und Politiker, Vizeminister
- Žilevičius, Juozas (1891–1985), litauischer Komponist, Organist, Musikpädagoge und -wissenschaftler

### Zilg
- Zilgalvis, Pēteris (* 1964), lettischer Jurist
- Zilgas, Karl (1892–1917), deutscher Fußballspieler

### Zilh
- Zilhão, João (* 1957), portugiesischer Paläoanthropologe und Professor der Universität Barcelona

### Zili
- Zili, Caspar (1717–1758), Schweizer Kaufmann
- Zili, Dominik († 1542), Schweizer lutherischer Geistlicher und Reformator
- Zili, Georg Leonhard (1774–1860), Schweizer Kaufmann und Bankier
- Zili, Heinrich (* 1434), Schweizer Bürgermeister
- Zili, Jakob (1481–1563), Schweizer Kaufmann und Politiker
- Ziliaskopoulos, Athenagoras (* 1970), Archimandrit des Ökumenischen Patriarchats
- Zilibotti, Fabrizio (* 1964), italienischer Ökonom
- Žilić, Dragan (* 1974), serbischer Fußballtorhüter
- Zilić, Sead (* 1982), bosnisch-herzegowinischer Fußballspieler
- Žilienė, Inga (* 1968), litauische Politikerin, Vizeministerin
- Žilinskaitė, Vytautė (1930–2024), litauische Satirikerin und Schriftstellerin
- Žilinskas, Aleksandras (1885–1942), litauischer Jurist und Politiker, Justizminister Litauens
- Žilinskas, Justinas (* 1974), litauischer Jurist, Völkerrechtler, Publizist, Schriftsteller, Phantast, Kinderautor, Dichterjurist, Blogger
- Žilinskas, Rokas (1972–2017), litauischer Journalist und Politiker, Mitglied des Seimas
- Žilinskas, Tomas (* 1977), litauischer Minister
- Žilinskas, Vaclovas, litauischer Manager und Politiker
- Žilinskienė, Nelė (* 1969), litauische Leichtathletin
- Zilio, Diego (* 1989), brasilianischer Fußballspieler
- Zilioli, Alessandro (1596–1645), italienischer Historiker, Schriftsteller und Dichter
- Zilioli, Italo (* 1941), italienischer Radrennfahrer
- Ziliox, Katja (* 1970), deutsche Schwimmerin
- Zilius, Jan (* 1946), deutscher Rechtsanwalt und Manager
- Žiliūtė, Diana (* 1976), litauische Radrennfahrerin

### Zilj
- Ziljkić, Kabir (* 2006), serbischer Mittel- und Langstreckenläufer

### Zilk
- Zilk, Helmut (1927–2008), österreichischer Journalist und Politiker (SPÖ), Bürgermeister von WienHelmut Zilk (1927–2008)

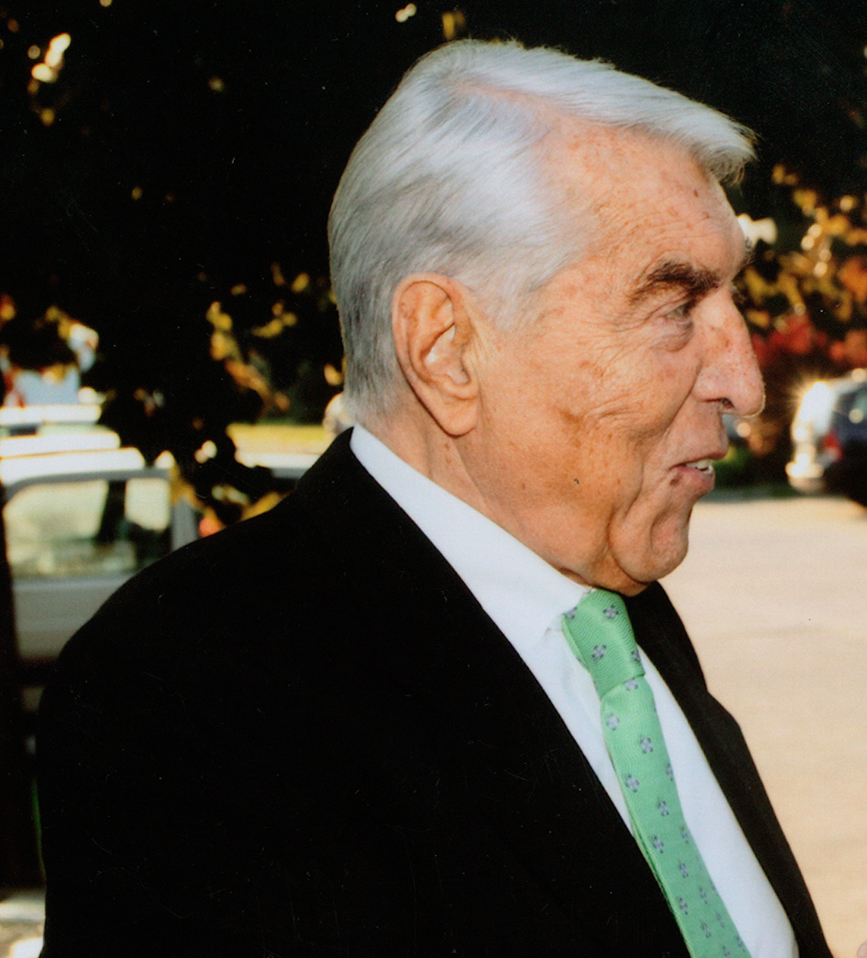
Helmut Zilk (1927–2008)

- Žilka, Štěpán (* 1988), tschechischer Schachspieler
- Zilkenat, Reiner (1950–2020), deutscher Historiker und marxistisch orientierter Redakteur
- Zilkens, Jan (1941–2025), deutscher Mediziner, Orthopäde und Hochschullehrer
- Zilkens, Rudolf (1899–1946), deutscher Schriftsteller, politischer Werberedner und NSDAP-Funktionär
- Zilkens, Udo (* 1964), deutscher Musikwissenschaftler, Komponist und Musikpädagoge
- Zilker, Renate (1918–1989), deutsche Ärztin, Gründerin der Lebenshilfe
- Žilková, Veronika (* 1961), tschechische Schauspielerin

### Zill
- Zill, Didi, deutscher Musiker und Fotograf
- Zill, Egon (1906–1974), deutscher SS-Sturmbannführer und Kommandeur verschiedener Konzentrationslager
- Zill, Hilmar (1940–2022), deutscher Grafiker und Briefmarkenkünstler
- Zill, Martin (1907–1978), deutscher Architekt
- Zill, Wolfgang (1941–1969), deutsches Todesopfer an der innerdeutschen Grenze
- Zilla, Justin (* 1991), deutscher Eishockeyspieler
- Zillbach, Käthe (1952–2005), deutsche Politikerin (SPD), MdA
- Zille, Heinrich (1858–1929), deutscher Maler und ZeichnerHeinrich Zille (1858–1929)

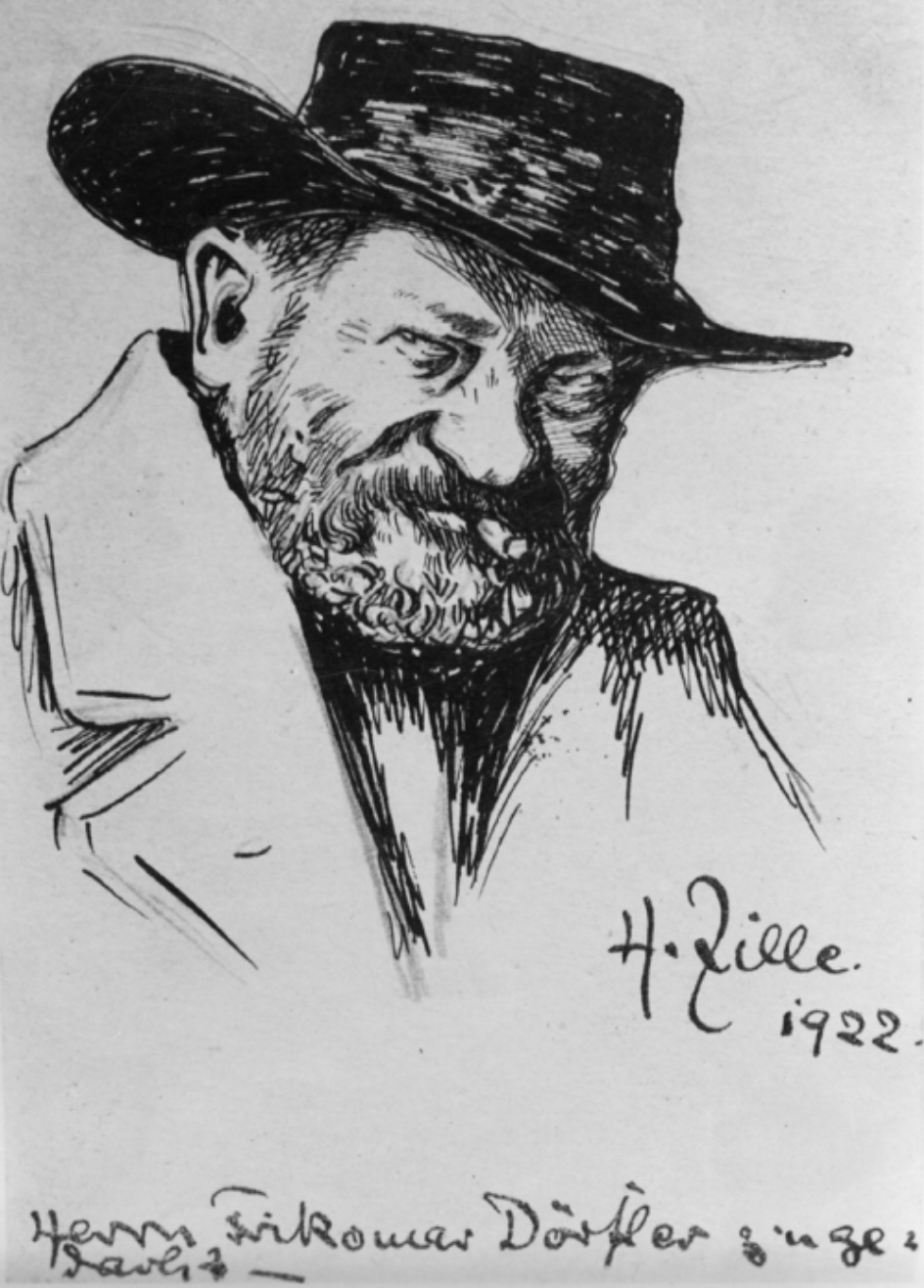
Heinrich Zille (1858–1929)

- Zille, Helen (* 1951), südafrikanische Journalistin und Politikerin
- Zille, Oliver (* 1960), deutscher Kulturmanager
- Zille, Rainer (1945–2005), deutscher Maler
- Zillekens, Christian (* 1995), deutscher Moderner Fünfkämpfer
- Zillen, Wilhelm (1824–1870), deutsch-dänischer Tiermaler, Genremaler und Landschaftsmaler sowie Radierer und Illustrator der Düsseldorfer Schule
- Zillenbiller, Erwin (* 1925), deutscher Agrarwissenschaftler
- Ziller, Carl Ernst Heinrich (1832–1866), deutscher Architekt
- Ziller, Carl Gottfried (1790–1860), sächsischer Theologe, „Diakonus und Katechet“ an der Dresdner Frauenkirche, Archidiakon an der Dresdner Kreuzkirche
- Ziller, Christian Gottlieb (1807–1873), deutscher Zimmermeister und Baumeister
- Ziller, Christian Heinrich (1791–1868), deutscher Baumeister, Architekt und Regierungsbaurat in Preußen
- Ziller, Curt (1876–1945), deutscher Architekt und Baurat
- Ziller, Ernst (1837–1923), deutsch-griechischer Architekt, Bauforscher und Archäologe
- Ziller, Gebhard (1932–2024), deutscher Jurist und Verwaltungsbeamter
- Ziller, Gerhart (1912–1957), deutscher Politiker (KPD, SED), antifaschistischer Widerstandskämpfer, MdV, Minister für Maschinenbau und Minister für Schwermaschinenbau der DDR
- Ziller, Gustav (1842–1901), deutscher Baumeister
- Ziller, Hermann (1825–1892), deutscher Journalist und österreichische Person des Genossenschaftswesens
- Ziller, Hermann (1844–1915), deutscher Architekt
- Ziller, Hermann Freiherr von (1867–1929), preußischer Kommunaljurist, Regierungspräsident des Regierungsbezirkes Lüneburg (1914–1917) sowie Oberpräsident der Provinz Pommern (1917–1918)
- Ziller, Johann Christian (1773–1838), deutscher Bauerngutsbesitzer, Zimmermeister und Bauhandwerker
- Ziller, Lino (1908–1975), italienischer Politiker (Democrazia Cristiana)
- Ziller, Marie (1862–1910), deutsche Bauunternehmerin
- Ziller, Moritz (1838–1895), deutscher Baumeister
- Ziller, Otto (1875–1940), deutscher Politiker (Deutsche Reformpartei, DNVP) und Mitglied des Sächsischen Landtages (1919–1926)
- Ziller, Otto (1889–1958), deutscher Architekt
- Ziller, Paul (1846–1931), deutscher neoklassizistischer Architekt
- Ziller, Paul (* 1957), US-amerikanisch-kanadischer Regisseur, Drehbuchautor und Filmproduzent
- Ziller, Rudolf von (1832–1912), deutscher Ökonom und Politiker
- Ziller, Stefan (* 1981), deutscher Politiker (Bündnis 90/Die Grünen), MdA
- Ziller, Tuiskon (1817–1882), deutscher Philosoph und Pädagoge (Herbartianer)
- Ziller, Wieland (* 1952), deutscher Fußballschiedsrichter
- Zilles, Frank (* 1964), deutscher Fußballspieler
- Zilles, Marianne (1950–1999), deutsche Schauspielerin
- Zilles, Peter (1946–1998), deutscher Schauspieler und Synchronsprecher
- Zillesius, Kaspar (1635–1686), deutscher Jurist
- Zillessen, Bertha (1872–1936), deutsche Landschaftsmalerin und Berufsfotografin
- Zilleßen, Dietrich (* 1937), deutscher evangelischer Theologe, Religionspädagoge und Hochschullehrer
- Zilleßen, Horst (* 1938), deutscher Politikwissenschaftler und Hochschullehrer
- Zillessen, Renate (1931–1992), deutsche Schauspielerin
- Zillgens, Gerlis, deutsche Autorin und Kabarettistin
- Zillger, Ruth, deutsche Sängerin
- Zillhardt, Jenny (1857–1939), französische Malerin und Model
- Zilli, Carlos Pedro (1954–2021), brasilianischer Ordensgeistlicher, römisch-katholischer Bischof von Bafatá
- Zilli, Nina (* 1980), italienische SängerinNina Zilli (* 1980)

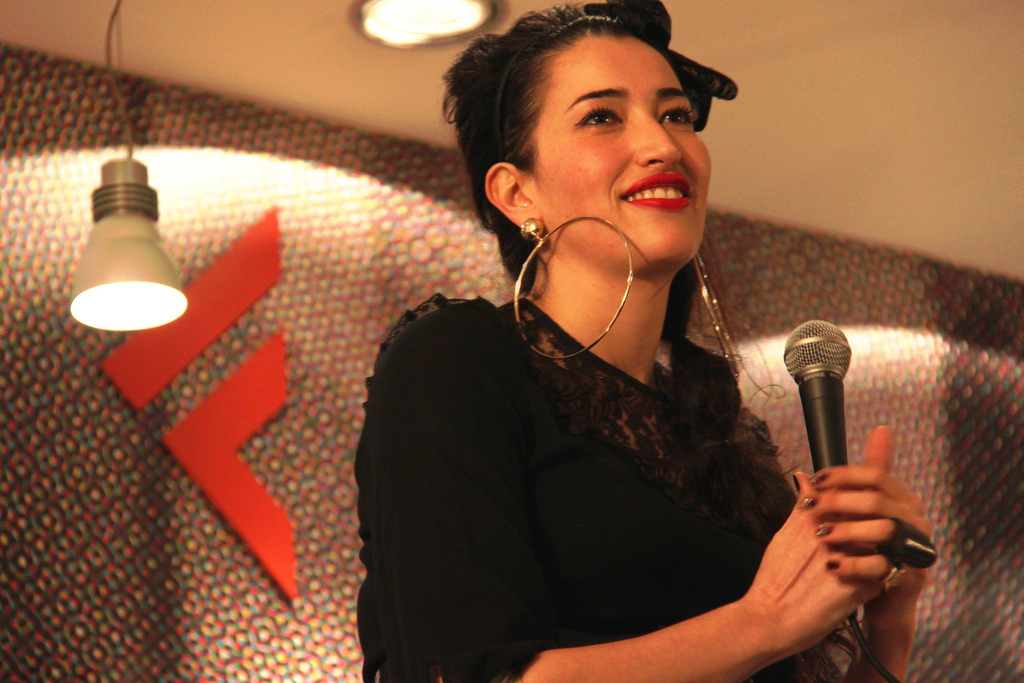
Nina Zilli (* 1980)

- Zilli, Rodolfo (1890–1976), italienischer Bildhauer und Maler
- Zilliacus, Clas (* 1943), finnlandschwedischer Literaturwissenschaftler und Übersetzer
- Zilliacus, Emil (1878–1961), finnlandschwedischer Poet, Schriftsteller, Literaturwissenschaftler und Übersetzer klassischer Literatur
- Zilliacus, Henrik (1908–1992), finnischer Klassischer Philologe, Papyrologe und Epigraphiker
- Zilliacus, Linda (* 1977), finnlandschwedische Schauspielerin
- Zilliacus, Tobias (* 1971), finnischer Schauspieler und Drehbuchautor
- Zillibiller, Karl (* 1933), deutscher Skirennläufer
- Zillibiller, Max (1896–1970), deutscher Politiker (CSU), MdL
- Zillich, Anke, deutsche Schauspielerin und Hörspielsprecherin
- Zillich, Carl (* 1972), deutscher Architekt und Baukulturexperte
- Zillich, Elisabeth (1904–1968), deutsche Malerin und Keramikerin
- Zillich, Heinrich (1898–1988), deutscher Schriftsteller und Vertriebenenfunktionär
- Zillich, Klaus (* 1942), deutscher Architekt, Landschaftsarchitekt, Stadtplaner und Hochschullehrer
- Zillich, Nikolaus (1716–1758), deutscher Jesuit, Theologe, Philosoph und Hochschullehrer
- Zillich, Steffen (* 1971), deutscher Politiker (Die Linke), MdA
- Zillies, Jörg (* 1946), deutscher Politiker (CDU), Präsident DSC Arminia Bielefeld, Pharmazeut und Hörfunkmoderator
- Zillig, Hermann (1893–1952), deutscher Weinbauwissenschaftler
- Zillig, Johannes (1934–2007), deutscher Journalist und Politiker (CDU)
- Zillig, Peter (1855–1929), deutscher Lehrer
- Zillig, Werner (* 1949), deutscher Schriftsteller
- Zillig, Winfried (1905–1963), deutscher Komponist, Musiktheoretiker und Dirigent
- Zillig, Wolfram (1925–2005), deutscher Molekularbiologe
- Zilligen, Vanessa (* 2001), deutsche Fußballspielerin
- Zilliger, Christoph Friedrich († 1693), deutscher Buchdrucker, Buchhändler und Verleger
- Zilliken, Heinrich (1841–1900), deutscher Goldschmied und Uhrmacher
- Zilliken, Josef (1872–1942), deutscher, katholischer Priester, NS-Opfer und KZ-Häftling
- Zillikens, Detlef (1958–2022), deutscher Dermatologe und Hochschullehrer
- Zillikens, Harald (* 1959), deutscher Politiker (CDU), Bürgermeister von Jüchen
- Zilling, Henrike Maria (* 1968), deutsche Althistorikerin und Schulleiterin der Marienschule
- Zilling, Paul (1900–1953), deutscher Maler und Grafiker
- Zillinger, Erwin (1893–1974), norddeutscher Kirchenmusiker, Organist und Komponist
- Zillken, Anna (1898–1966), deutsche Schuldirektorin und Autorin
- Zillken, Elisabeth (1888–1980), deutsche Politikerin (Zentrum, CDU), MdR, MdL
- Zillmann, Alfred (1854–1940), preußischer Generalleutnant
- Zillmann, Daniel (* 1981), deutscher Schauspieler, Sprecher und SängerDaniel Zillmann (* 1981)

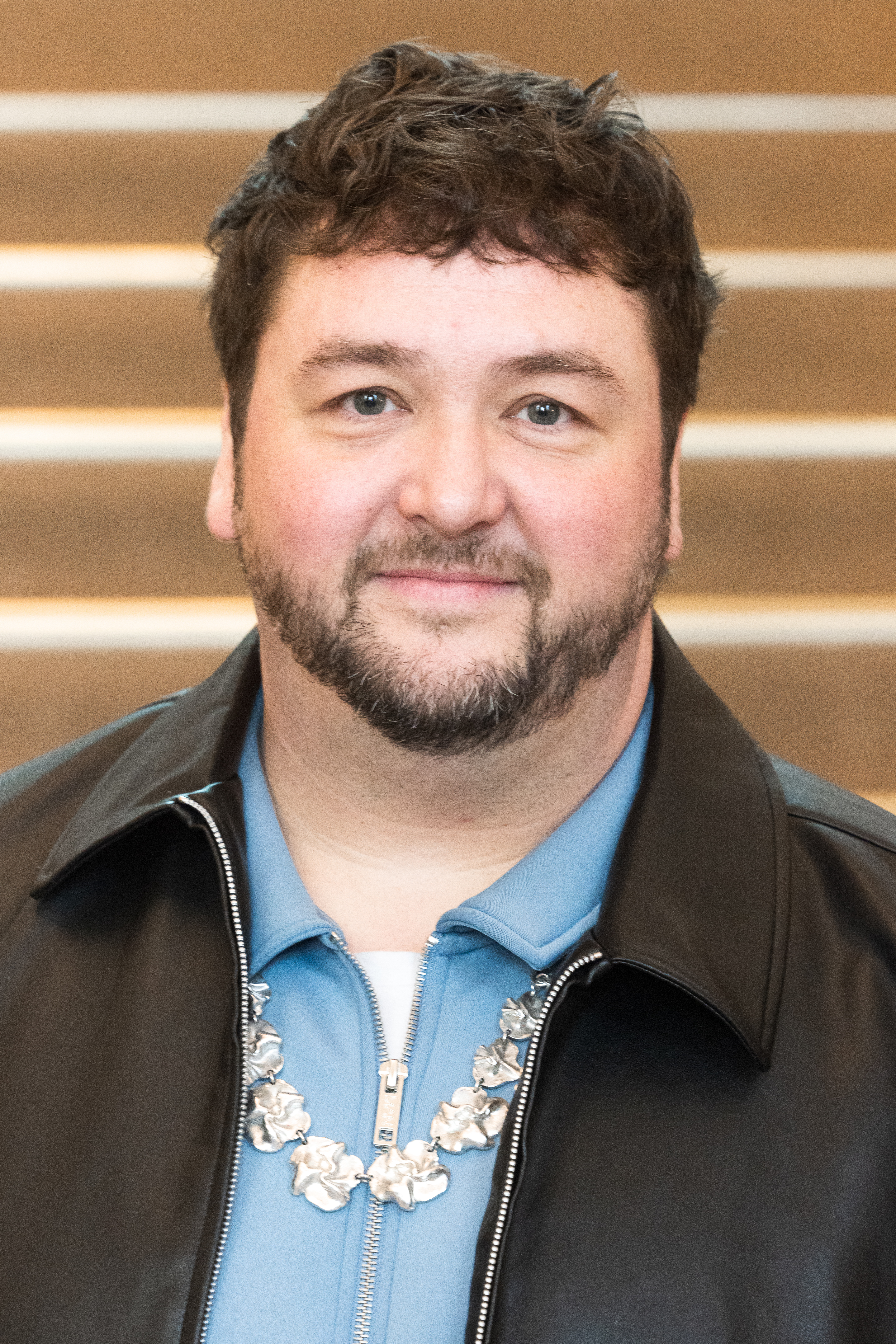
Daniel Zillmann (* 1981)

- Zillmann, Hans (* 1938), deutscher Filmarchitekt und Szenenbildner
- Zillmann, Johann Leopold (1813–1892), deutscher Missionar in Australien
- Zillmann, Katarzyna (* 1995), polnische Ruderin
- Zillmann, Kurt (1906–1992), deutscher Jurist, Kriminalpolizist und SS-Führer
- Zillmann, Martin Carolus (* 1976), deutscher Regisseur von Dokumentarfilmen, Musikvideos und Werbefilmen
- Zillmer, August (1831–1893), deutscher Versicherungsmathematiker und Manager in der Versicherungswirtschaft
- Zillmer, Eileen (* 1952), deutsche Eiskunstläuferin
- Zillmer, Gertrud-Elisabeth (1927–2020), deutsche Schauspielerin und Regisseurin
- Zillmer, Hans-Joachim (* 1950), deutscher Unternehmer und Autor
- Zillmer, Kerstin (* 1962), deutsche Fotografin und Fotojournalistin
- Zillner, Franz Valentin (1816–1896), österreichischer Arzt, Historiker und Ethnograph
- Zillner, Karl (1926–1983), österreichischer Politiker (SPÖ), Präsident des Salzburger Landtages
- Zillner, Liliane (* 1994), österreichische Schauspielerin
- Zillner, Michaela (* 1970), österreichische Tischtennisspielerin
- Zillner, Robert (* 1985), deutscher Fußballspieler
- Zilly, Berthold (* 1945), deutscher Übersetzer, Lektor und Literaturwissenschaftler
- Zilly, Franz (1862–1916), deutscher Eiskunstläufer
- Zilly, Friedhelm (* 1944), deutscher Bildhauer
- Zilly, Ulrike (* 1952), deutsche Malerin

### Ziln
- Žilnik, Želimir (* 1942), jugoslawischer und serbischer Filmregisseur

### Zilp
- Zilporytė, Laima (* 1967), litauische Radrennfahrerin

### Zils
- Zils, Diethard (* 1935), deutscher katholischer Ordensgeistlicher
- Zils, Paul (1915–1979), deutscher Dokumentarfilmer
- Zils, Ralf (* 1969), deutscher Fußballspieler
- Zils, Wilhelm (1887–1943), deutscher Redakteur und Schriftsteller
- Zilsel, Edgar (1891–1944), österreichischer Philosoph

### Zilv
- Zilverberg, Huub (* 1939), niederländischer Radrennfahrer

### Zily
- Zilyk, Iryna (* 1982), ukrainische Schriftstellerin und RegisseurinIryna Zilyk (* 1982)

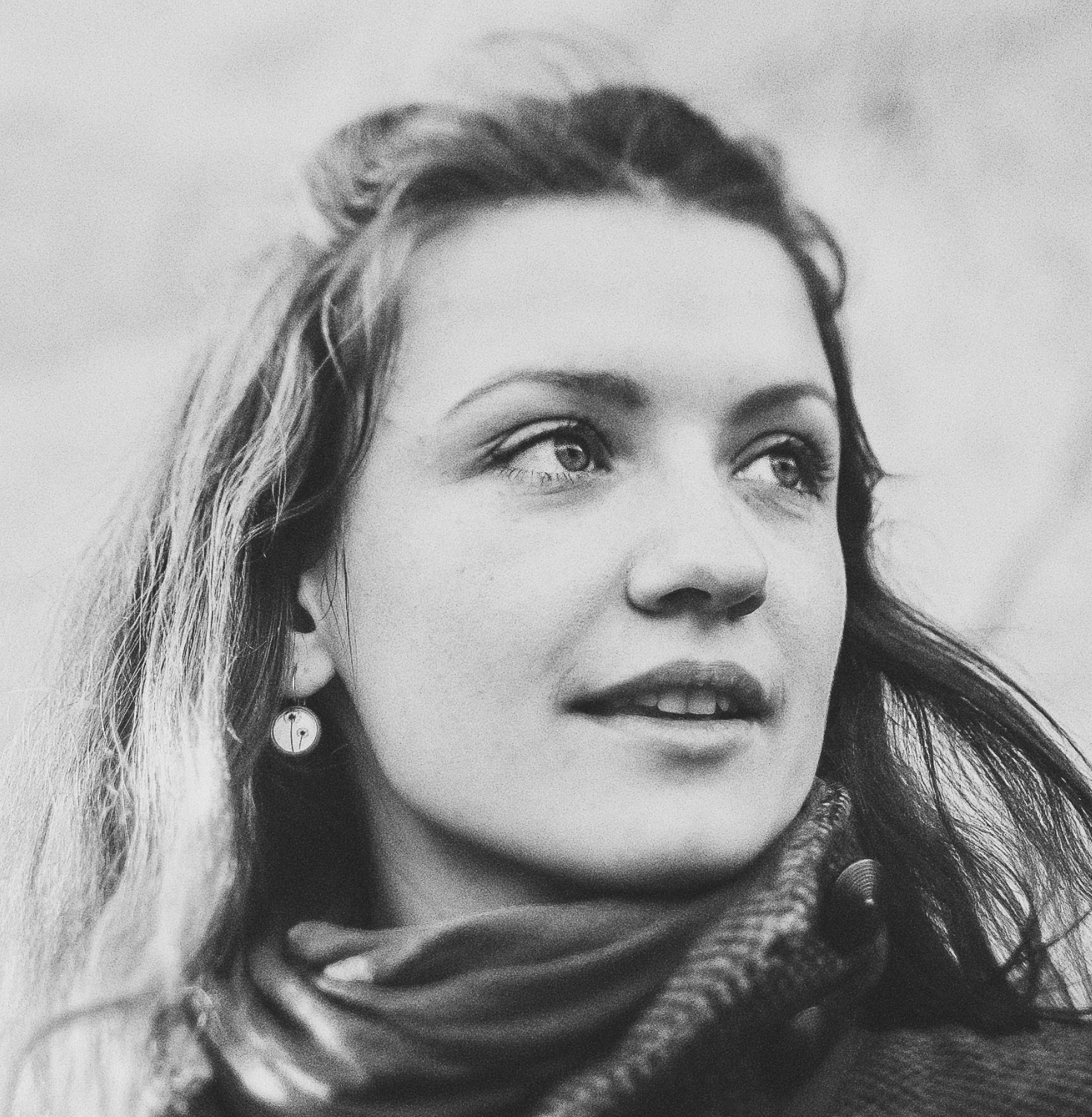
Iryna Zilyk (* 1982)

- Žilys, Juozas (1942–2024), litauischer Verfassungsrechtler

### Zilz
- Zilz, Juljan (1871–1930), österreichischer Stomatologe
- Zilzer, Max (1863–1943), deutscher Schauspieler
- Zilzer, Wolfgang (1901–1991), deutschamerikanischer Schauspieler